# Cordillera Raura
Die Cordillera Raura ist ein Gebirgszug in der peruanischen Westkordillere der Anden in Südamerika.

## Lage
Die Cordillera Raura befindet sich an der Grenze der Regionen Lima, Pasco und Huánuco. Der zum Teil vergletscherte Gebirgszug erstreckt sich in NNW-SSO-Richtung über eine Strecke von etwa 25 km. Die Gletscherfläche betrug Ende des 20. Jahrhunderts 57 km². Höchste Erhebung ist der Nevado Santa Rosa mit 5706 m. Der Gebirgszug wird im Westen von den Flüssen Río Pativilca und Río Huaura zum Pazifischen Ozean hin entwässert. Die Nordostflanke des Gebirges bildet das Quellgebiet des Río Lauricocha, rechter Quellfluss des Río Marañón. Die Südostflanke wird über den Río Chaupihuaranga, einem Zufluss des Río Huallaga, entwässert. Im Nordwesten findet der Gebirgszug seine Fortsetzung in der Cordillera Huayhuash.

## Berge und Gipfel
Im Folgenden eine Liste von Bergen und Gipfeln in der Cordillera Raura:
| Name (hispanisiert)  | Name (Quechua)      | Höhe in m |                              | Distrikte                             |
| -------------------- | ------------------- | --------- | ---------------------------- | ------------------------------------- |
| Nevado Santa Rosa    | Santa Rusa          | 5706      | -10.4856545 -76.7229527 5706 | San Miguel de Cauri, Yanahuanca       |
| Yarupac / Caudalosa  | Yarupaq / Caudalosa | 5685      | -10.4697926 -76.7730618 5685 | Oyón                                  |
| Cule                 | Kulli               | 5580      | -10.4363255 -76.7923737 5580 | Oyón, San Miguel de Cauri             |
| Flor de Luto         |                     | 5529      | -10.43638 -76.76251 5529     | San Miguel de Cauri                   |
| Torre de Cristal     | Umiñaturri          | 5500      | -10.43072 -76.75437 5500     | San Miguel de Cauri                   |
| León Huaccanan       | Liyun Waqanan       | 5421      | -10.3925133 -76.8055058 5421 | Cajatambo, Jesús, San Miguel de Cauri |
| Condorsenja          | Kuntursinqa         | 5379      | -10.488333 -76.742222 5379   | Oyón                                  |
| Quesillojanca        | Kisilluhanka        | 5348      | -10.41921 -76.80006 5348     | Cajatambo, Oyón, San Miguel de Cauri  |
| Matador / Rumihuayín | Rumiwayin           | 5220      | -10.434315 -76.802435 5220   | Oyón, San Miguel de Cauri             |
| Patrón               |                     | 5275      | -10.42205 -76.75566 5275     | San Miguel de Cauri                   |
| Siete Caballeros     |                     | 5200      | -10.444884 -76.722816 5200   | San Miguel de Cauri                   |
| Chuspe               |                     | 5160      | -10.516667 -76.723333 5160   | Oyón, Yanahuanca                      |